# Бергхајм (Горња Баварска)
Бергхајм (њем. Bergheim) општина је у њемачкој савезној држави Баварска. Једно је од 18 општинских средишта округа Нојбург-Шробенхаузен. Према процјени из 2010. у општини је живјело 1.822 становника. Посједује регионалну шифру (AGS) 9185118.

## Географски и демографски подаци
Бергхајм се налази у савезној држави Баварска у округу Нојбург-Шробенхаузен. Општина се налази на надморској висини од 389 метара. Површина општине износи 29,0 km². У самом мјесту је, према процјени из 2010. године, живјело 1.822 становника. Просјечна густина становништва износи 63 становника/km².